# Komi-Permiacki Okręg Autonomiczny

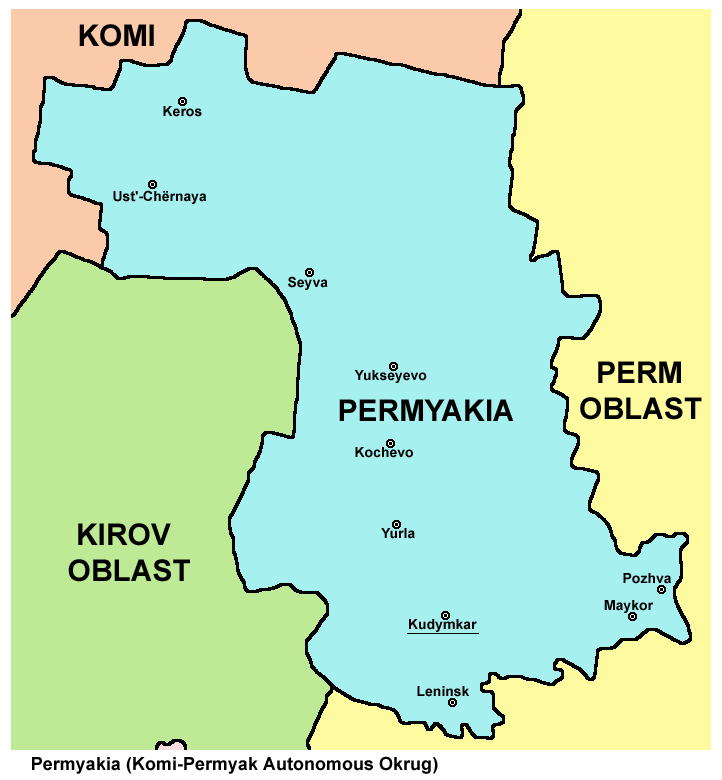

Komi-Permiacki Okręg Autonomiczny (ros. Коми-Пермяцкий автономный округ) – do 30 listopada 2005 jednostka terytorialna Federacji Rosyjskiej.

## Geografia
Komi-Permiacki Okręg Autonomiczny położony był na kontynencie europejskim.

## Historia
Okręg powstał w 1925.
W wyniku referendum przeprowadzonego w październiku 2004, 1 grudnia 2005 Komi-Permiacki Okręg Autonomiczny został połączony, jako Okręg Komi-Permiacki z obwodem permskim, tworząc Kraj Permski.

## Tablice rejestracyjne
Tablice pojazdów zarejestrowanych w Komi-Permiackim Okręgu Autonomicznym mają oznaczenie „81” w prawym górnym rogu nad flagą Rosji i literami RUS.